# Sinogóra
Sinogóra – wieś w Polsce, położona w województwie mazowieckim, w powiecie żuromińskim, w gminie Lubowidz. Ma status sołectwa.
| SIMC    | Nazwa      | Rodzaj    |
| ------- | ---------- | --------- |
| 0118888 | Psota      | część wsi |
| 0118894 | Rozwozinek | część wsi |

W latach 1975–1998 miejscowość administracyjnie należała do województwa ciechanowskiego.
Prywatna wieś szlachecka Świniagóra położona była w drugiej połowie XVI wieku w powiecie sierpeckim województwa płockiego. 